# Shahd Elhoseini
Shahd Sami Elhoseini (2004) es una deportista egipcia que compite en taekwondo.
Ganó una medalla en el Campeonato Mundial de Taekwondo de 2023 y tres medallas en el Campeonato Africano de Taekwondo entre los años 2021 y 2023.

## Palmarés internacional
| Campeonato Mundial  | Campeonato Mundial       | Campeonato Mundial | Campeonato Mundial |
| Año                 | Lugar                    | Medalla            | Categoría          |
| ------------------- | ------------------------ | ------------------ | ------------------ |
| 2023                | Bakú (Azerbaiyán)        | Medalla de bronce  | –53 kg             |
| Campeonato Africano |                          |                    |                    |
| Año                 | Lugar                    | Medalla            | Categoría          |
| 2021                | Dakar (Senegal)          | Medalla de oro     | –46 kg             |
| 2022                | Kigali (Ruanda)          | Medalla de plata   | –49 kg             |
| 2023                | Abiyán (Costa de Marfil) | Medalla de bronce  | –53 kg             |